# Popinți (sit SCI)
Popinți este o arie protejată (arie specială de conservare — SAC, sit de importanță comunitară — SCI) din Bulgaria întinsă pe o suprafață de 20.914,09 ha, integral pe uscat.

## Localizare
Centrul sitului Popinți este situat la coordonatele 42°26′44″N 24°14′59″E / 42.4456°N 24.2497°E.

## Înființare
Situl Popinți a fost declarat sit de importanță comunitară în octombrie 2007 pentru a proteja 30 de specii de animale. Situl a fost protejat și ca arie specială de conservare în martie 2021.

## Biodiversitate
Situată în ecoregiunea continentală, aria protejată conține 15 habitate naturale: Formațiuni de Juniperus communis pe lande sau pajiști calcaroase, Matorral arborescenți cu Juniperus spp., Pajiști carstice calcaroase sau bazofile, de Alysso-Sedion albi, Pajiști uscate seminaturale și facies de acoperire cu tufișuri pe substraturi calcaroase (Festuco-Brometalia) (* situri importante pentru orhidee), Pseudostepă cu ierburi și specii anuale de Thero-Brachypodietea, Liziere de ierburi înalte hidrofile de câmpie și de nivel montan până la alpin, Fânețe montane, Roci stâncoase cu vegetație pionieră de Sedo-Scleranthion sau Sedo albi-Veronicion dillenii, Păduri de stejar și carpen Galio-Carpinetum, Păduri pe pante, grohotișuri și ravene de Tilio-Acerion, Păduri de stejar alb estice, Păduri aluvionare cu Alnus glutinosa și Fraxinus excelsior (Alno-Padion, Alnion incanae, Salicion albae), Păduri panonice-balcanice de stejar turcesc - stejar sesil, Păduri de fag moezice, Păduri de tei argintiu moezice.
La baza desemnării sitului se află mai multe specii protejate:
- amfibieni (3): buhai de baltă cu burta roșie (Bombina bombina), izvoraș-cu-burta-galbenă (Bombina variegata), Triturus karelinii
- mamifere (12): liliac cârn (Barbastella barbastellus), lupul (Canis lupus), vidră de râu (Lutra lutra), liliac cu urechi mari (Myotis bechsteinii), liliac cu urechi de șoarece (Myotis blythii), liliac cărămiziu (Myotis emarginatus), liliac comun (Myotis myotis), liliacul mare cu potcoavă (Rhinolophus ferrumequinum), liliacul mic cu potcoavă (Rhinolophus hipposideros), popândău (Spermophilus citellus), urs brun (Ursus arctos), dihor pătat (Vormela peregusna)
- nevertebrate (9): Austropotamobius torrentium, croitorul mare al stejarului (Cerambyx cerdo), orthosia schmidtii (Dioszeghyana schmidtii), Euplagia quadripunctaria, rădașcă (Lucanus cervus), fluturele purpuriu (Lycaena dispar), croitorul cenușiu al stejarului (Morimus funereus), Rosalia alpina, Unio crassus
- pești (3): Barbus cyclolepis, zvârluga (Cobitis taenia), boarță (Rhodeus amarus)
- reptile (3): țestoasa de baltă (Emys orbicularis), Testudo graeca, țestoasă bănățeană (Testudo hermanni)

Pe lângă speciile protejate, pe teritoriul sitului au mai fost identificate 1 specie de mamifere, 3 specii de nevertebrate.